# Madesaari (ö i Södra Österbotten)
Madesaari är en ö i Finland.   Den ligger i den ekonomiska regionen  Järviseutu ekonomiska region  och landskapet Södra Österbotten, i den centrala delen av landet, 400 km norr om huvudstaden Helsingfors.